# Crewe Alexandra Football Club 2013-2014
Questa voce raccoglie le informazioni riguardanti il Crewe Alexandra Football Club nelle competizioni ufficiali della stagione 2013-2014.

## Organigramma societario
Area direttiva
- Presidente: John Bowler

Area tecnica
- Direttore sportivo: Dario Gradi
- Allenatore: Steve Davis

## Rosa
| N. |                        | Ruolo | Calciatore      |
| -- | ---------------------- | ----- | --------------- |
| 1  | Inghilterra (bandiera) | P     | Steve Phillips  |
| 2  | Inghilterra (bandiera) | D     | Matt Tootle     |
| 3  | Inghilterra (bandiera) | D     | Kelvin Mellor   |
| 4  | Inghilterra (bandiera) | D     | Harry Davies    |
| 5  | Inghilterra (bandiera) | D     | Mark Ellis      |
| 6  | Inghilterra (bandiera) | D     | Adam Dugdale    |
| 7  | Inghilterra (bandiera) | A     | Max Clayton     |
| 8  | Inghilterra (bandiera) | C     | Abdul Osman     |
| 9  | Guinea (bandiera)      | A     | Mathias Pogba   |
| 10 | Inghilterra (bandiera) | A     | AJ Leitch-Smith |
| 11 | Inghilterra (bandiera) | C     | Byron Moore     |
| 12 | Inghilterra (bandiera) | D     | George Ray      |
| 13 | Scozia (bandiera)      | P     | Alan Martin     |
| 14 | Scozia (bandiera)      | C     | Brad Inman      |

| N. |                        | Ruolo | Calciatore       |
| -- | ---------------------- | ----- | ---------------- |
| 15 | Scozia (bandiera)      | D     | Gregor Robertson |
| 16 | Inghilterra (bandiera) | D     | Jon Guthrie      |
| 18 | Inghilterra (bandiera) | D     | Liam Nolan       |
| 19 | Inghilterra (bandiera) | A     | Vadaine Oliver   |
| 20 | Inghilterra (bandiera) | D     | Oliver Turton    |
| 21 | Inghilterra (bandiera) | P     | Ben Garratt      |
| 22 | Inghilterra (bandiera) | C     | George Evans     |
| 24 | Inghilterra (bandiera) | C     | Lee Molyneux     |
| 25 | Francia (bandiera)     | D     | Thierry Audel    |
| 26 | Inghilterra (bandiera) | C     | Chuks Aneke      |
| 27 | Inghilterra (bandiera) | C     | Ryan Colclough   |
| 29 | Inghilterra (bandiera) | C     | Billy Waters     |
| 42 | Inghilterra (bandiera) | C     | Anthony Grant    |
|    | Inghilterra (bandiera) | C     | Michael West     |

## Risultati

### Football League One
| Crewe 28 settembre 2013, ore 15:00 BST 9ª giornata | Crewe Alexandra | 0 – 3 | Gillingham | Gresty Road (4 254 spett.)\| Arbitro: \| Oliver Langford \| |
| Arbitro:                                           | Oliver Langford |       |            |                                                             |

| Colchester 29 dicembre 2013, ore 15:00 GMT 23ª giornata | Colchester Utd | 1 – 2 referto | Crewe Alexandra | Colchester Community Stadium (3 430 spett.)\| Arbitro: \| Lee Collins \| |
| Arbitro:                                                | Lee Collins    |               |                 |                                                                          |

| Gillingham 22 marzo 2014, ore 15:00 GMT 38ª giornata | Gillingham  | 1 – 3 | Crewe Alexandra | Priestfield Stadium (5 767 spett.)\| Arbitro: \| Steve Bratt \| |
| Arbitro:                                             | Steve Bratt |       |                 |                                                                 |

| Crewe 21 aprile 2014, ore 15:00 BST 44ª giornata | Crewe Alexandra | 0 – 0 referto | Colchester Utd | Gresty Road (4 603 spett.)\| Arbitro: \| Kevin Wright \| |
| Arbitro:                                         | Kevin Wright    |               |                |                                                          |